# Enel Distribuição São Paulo
Enel Distribuição São Paulo (ex Eletropaulo Metropolitana) est une entreprise brésilienne, filiale du groupe public italien Enel S.p.A. spécialisée dans la production, le transport et la distribution d'électricité dans la ville de São Paulo et les régions métropolitaines.

## Historique
AES Eletropaulo est fondée en 1899 avec la création du chemin de fer de São Paulo, Light Power Company Limited. À partir de 1923, la société devient une holding contrôlée par le brésilien Traction Light and Power Co. Ltd.
En 1979, le gouvernement fédéral acquiert une participation majoritaire dans Brascan puis Light - Electric SA. En 1981, la société est entièrement rachetée par le gouvernement de São Paulo, qui change le nom de la société en Eletropaulo - Electricidad de Sao Paulo SA.
En 1995, la restructuration découlant du programme de privatisation donne lieu à quatre entreprises : deux distributeurs d'électricité (Eletropaulo - Electricidad de Sao Paulo SA et EBE - Empresa de Energia SA Bandeirante), une de transport (EPTE - Empresa de Paulista Electric Power Transmission, CTEEP actuelle) et un générateur d'électricité (Emae - Empresa Metropolitana de Aguas e Energia SA).
Le 15 avril 1998, Lightgás acquiert Eletropaulo, avec les participations égales de AES Corporation, Companhia Siderurgica Nacional (CSN), Electricité de France (EDF) et de Reliant Energy. En janvier 2001, seul AES Corp reste actionnaire. Depuis 2003, la BNDES (Banco Nacional de Desenvolvimento Econômico e Social) est un partenaire de la participation dans AES Eletropaulo, par la création de la société holding Companhia Brasiliana de Energia SA, à la suite de la restructuration des dettes de la société mère de Eletropaulo.
Après le rachat en 2018 d'Eletropaulo par le groupe public italien Enel S.p.A. via sa filiale brésilienne Enel Brasil, Eletropaulo est renommé Enel Distribuição SP.

## Couverture
Enel Distribuição São Paulo sert 5,8 millions de clients dans une zone de concession de 4 526 km2, couvrant ainsi 24 villes de l'État de São Paulo: São Paulo et 23 villes de sa banlieue, du sud-est au nord-ouest en passant par le sud et l'ouest:
| - Barueri - Cajamar - Carapicuíba - Cotia - Diadema - Embu | - Embu-Guaçu - Itapecerica da Serra - Itapevi - Jandira - Juquitiba - Mauá | - Osasco - Pirapora do Bom Jesus - Ribeirão Pires - Rio Grande da Serra - Santana do Parnaíba - Santo André | - São Bernardo do Campo - São Caetano do Sul - São Lourenço da Serra - São Paulo - Taboão da Serra - Vargem Grande Paulista |

## L'entreprise en chiffres
- 33 860 GWh distribués en 2008[3];
- 43 000 km de ligne à haute tension[3];
- 2 900 km de lignes enterrées[3];
- 212 sous-stations[3];
- 118 000 transformateurs d'une capacité de 12 638 GVA[3];

### Données financières
- flottant : 100,74 millions BRL (1,8 % de la capitalisation boursière) au 9 mars 2011;